# Stream'Her
Stream'Her est une communauté d'entraide et de visibilité de streameuses francophones créée par Chloé Boels et Ilaria Giglio.

## Genèse
En 2020, alors qu'elle se lance dans le live et dans un contexte de dénonciation de faits de sexisme, de harcèlement sexuels et de raids sur Twitch,, Chloé Boels se rend compte qu'aucune femme n'est mise en avant et ne trouve pas de lieu pour échanger avec d'autres streameuses. Elle crée alors Stream'Her, espace d'entraide et de mise en avant de streameuses francophones,,, qui s'inspire de l'association Les Internettes,. Elle est ensuite rejointe par Ilaria Giglio, cofondatrice, qui propose de rejoindre le programme d'incubation We are Founders.

## Communauté
La communauté Stream'Her inclut des streameuses aux intérêts variés, comme les jeux vidéos, l'ASMR, la cuisine, ou encore l'illustration. Un site internet réunit des témoignages et des conseils, ainsi qu'une liste de streameuses.
En janvier 2023, on compte pas moins de 1 000 membres.
Dès janvier 2023, l'association s'associe avec la RTBF sur la chaine RTBF-iXPé, chaine audiovisuelle sur la plateforme Twitch, dans le programme OpenStream qui met en avant une personnalité d'internet belge chaque mercredi. Cette édition spéciale OpenStream'Her a lieu chaque dernier mercredi du mois, sera exclusivement destinée aux personnes marginalisées belges .
L'association est présente dans divers évènements ainsi qu'au sein de la Commission Européenne pour l'accompagnement dans la protection des droits des femmes et personnes marginalisées.

## Événements

### Communautaire
- 06 décembre 2024 : Stream for Charity, en partenariat avec la Croix-Rouge Belge, soirée caritative afin de financer les épiceries sociales en Belgique et aide à la précarité, sur la plateforme Twitch[8],[9].
- 23 mars 2024: Tekken 8 Stream'her : en partenariat avec Logitech et GamesPlanet, compétition entre les membres de la communauté sur le jeu Tekken 8, en direct sur Twitch[10].
- Le 09 et 10 mars 2024 : adelphe game fest est un festival regroupant plusieurs associations actives défendant l'inclusivité et les droits des femmes dans le gaming[11].
- 01 mars 2024 : l'association est choisie pour rediffuser, sur Twitch en direct, l'évènement Bozar Arcade x Afropolitan aux Bozar de Bruxelles avec interview, rencontre, visite[12].
- Du 14 au 18 septembre 2023 : Stream for food, en collaboration avec Greenpeace Belgique, l'évènement revient avec le même format que l'année précédente, sur Twitch[13],[14].

- Du 26 septembre au 02 octobre 2022: Stream for trees, en collaboration avec Greenpeace Belgique, l'événement regroupe 72 streameuses pendant une semaine afin de récolter des dons pour planter une forêt urbaine dans Bruxelles[15],[16].

### Conférence
- 29 mars 2025 : Bruxelles - Conférence et rencontre, en tant que créateurs et créatrices de contenus sur internet, Créer son entreprise, travailler avec des marques, gérer les droits d'auteur...[17].
- 30 juin 2024 : Rotterdam - TwitchCon 2024 [18].
- 05 avril 2024 : l'association est invitée au Google Women Techmakers pour l'évènement Impact The Future, au sein des bureaux de Google à Bruxelles[19],[20].
- Avril 2024 : Chloe et Ilaria sont invitées pour une discussion/débat en direct, via le format podcast, afin de parler de l'association et des femmes dans le monde du streaming[21].